# Posti Group
Posti Group Oyj (anteriormente conocida como Suomen Posti entre 1994 y 2007 e Itella entre 2007 y 2015), conocida internacionalmente como Posti Group Corporation, es el principal servicio postal finlandés que entrega correo y paquetes en dicho país. El Estado de Finlandia es el único accionista de la empresa. Posti tiene una obligación de acceso universal que implica entregas de cartas entre semana en todos los municipios de Finlandia. La historia de Posti abarca casi 400 años.
La oficina central de Posti Group se encuentra en North Pasila, Helsinki. Las operaciones de Posti se dividen en cuatro grupos empresariales. El CEO del Grupo es Turkka Kuusisto. El grupo emplea aproximadamente a 22 000 personas y la compañía tiene operaciones en ocho países (Estonia, Finlandia, Letonia, Lituania, Noruega, Polonia y Suecia), mientras que en las islas Åland opera una empresa independiente denominada Åland Post.

## Historia
- En 1994, la Compañía Finlandesa de Correos y Telecomunicaciones (en finés: Posti- ja telelaitos) se transformó en Suomen PT Oy en forma de sociedad de responsabilidad limitada, cuyas filiales se convirtieron en Suomen Posti Oy, que se dedica a las operaciones postales, y Telecom Finland Oy, que se transformó en Sonera Oy, parcialmente privada, a finales de 1997-1998.
- En julio de 1998, Suomen PT Oy se disolvió. En ese momento, Suomen Posti Oy y Sonera Oy se convirtieron en compañías independientes directamente propiedad del Estado.
- En 2001, Suomen Posti se convirtió en una sociedad anónima (Suomen Posti Oyj).
- El logotipo y la identidad corporativa de Posti se renovaron en marzo de 2002.

Logotipo de Itella hasta 2015.

- El 1 de junio de 2007, el nombre oficial de la compañía fue cambiado a Itella Oyj. Según Posti, el motivo del cambio fue la diversificación e internacionalización de las operaciones comerciales del Grupo.
- En 2008, Itella se expandió a Rusia, adquiriendo el grupo logístico NLC (National Logistic Company) y la empresa de consultoría de marketing relacional con el cliente Connexions. Itella se expandió a Polonia con la adquisición de la empresa de logística de información BusinessPoint S.A.
- En 2011, Itella centralizó los servicios postales nacionales en una nueva filial, Itella Posti Oy.[3]
- En 2011, OpusCapita fue adquirida para Itella Informatio, que amplió los servicios de Itella para automatizar los flujos de efectivo.[4]
- Itella Pankki (Banco Itella) inició sus operaciones a principios de 2012.[5] En abril de 2013, Itella Plc vendió la totalidad del capital social de Itella Bank Ltd a las cajas de ahorros. Con la adquisición, el nombre del banco fue cambiado a Säästöpankkien Pankki Oy.[6]
- En 2013, Itella Information se convirtió en OpusCapita.
- En 2014, la estructura del grupo cambió para que Itella Logistics Russia se convirtiera en el cuarto grupo empresarial y OpusCapita Group se convirtiera en un subgrupo.
- A finales del verano de 2014, la Junta General Extraordinaria de Itella decidió que el nombre de la empresa se cambiará de Itella a Posti Group a partir del 1 de enero de 2015.[7]
- El 8 de septiembre de 2014 Posti lanzó una serie de sellos de Tom of Finland,[8][9] los que se consideran los primeros del mundo que representan arte homoerótico.[10]

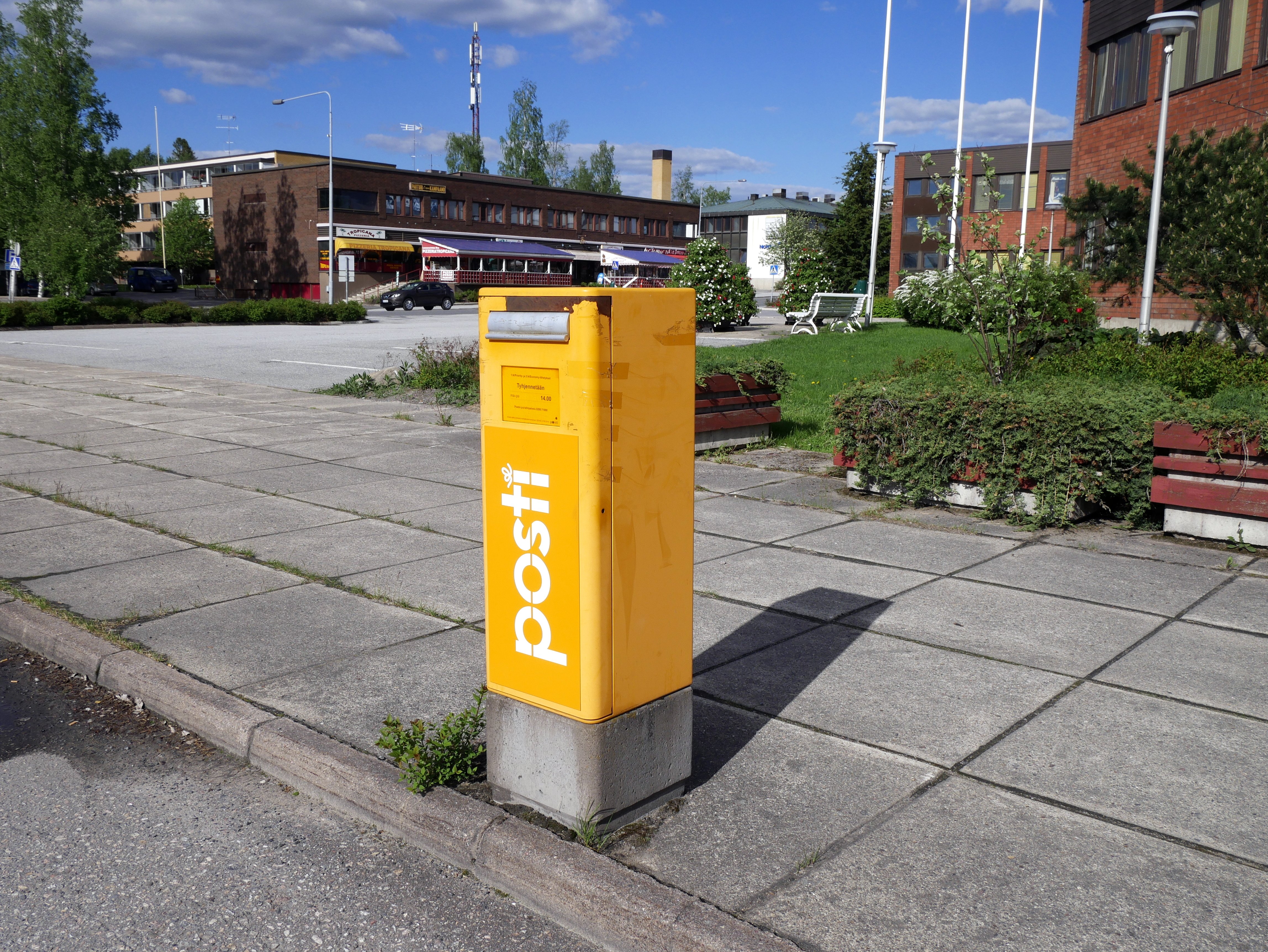
Buzón de Posti.

- El 1 de enero de 2015, el nombre oficial de la compañía fue cambiado a Posti Group Corporation. La renovación también incluyó un nuevo logotipo y aspecto.[11][12]
- En 2016, Posti adquirió Veinen y Kuljetus Kovalainen, una empresa especializada en logística de temperatura controlada, y estableció una red de puntos de recogida en los países bálticos.
- En 2016, Posti comenzó la primera cooperación municipal en nuevos servicios a domicilio.
- El 1 de enero de 2017 Posti fusionó las categorías 1ª y 2ª para cartas nacionales.[13]
- En 2018, Posti adquirió Transval. La Autoridad finlandesa de Competencia y Consumo aprobó la transacción en enero de 2019.[14]
- En 2019, hubo una amplia discusión sobre los planes de Posti para cambiar los sindicatos de empleadores, lo que habría permitido salarios más bajos, es decir, costos más bajos. Los temas salariales del Ceo Malinen se discutieron en la discusión, y el ministro de Propiedad Sirpa Paatero y el Primer Ministro Antti Rinne también participaron en las deliberaciones públicas sobre el tema.[15]

## Salarios
Según el director ejecutivo de Taloussanomat Posti Group, Heikki Malinen, la compensación aumentó un 65 % en cuatro años hasta los 990 000 € en 2019. Heikki Malinen renunció el 2 de octubre de 2019.
Una huelga detuvo la entrega de cartas y paquetes en Finlandia y desde el extranjero del 11 al 27 de noviembre de 2019. La dirección de Posti quería reducir los salarios entre un 30 y un 50 %. El gobierno de Rinne negó el dumping salarial. La ministra encargada, Sirpa Paatero, renunció el 29 de noviembre de 2019.

## Ingresos
Según la televisión finlandesa, Posti generó durante 2008-2015 pérdidas de más de 170 millones de euros en el negocio logístico cuando los servicios postales tradicionales obtuvieron ganancias de 500 millones de euros. Desde 2016, Posti no especifica los valores financieros logísticos de la empresa.